# Европски шакал
Европски шакал ( Canis aureus moreoticus ) је подврста златног шакала присутног у Анадолији, на Кавказу и у југоисточној Европи. Први пут га је описао француски природњак Исидор Жофроа Сен-Илер током експедиције у Мореји.  Према једном извору, у Европи је било процењено да је било 70.000 шакала;  други извор даје процену од 97.000 до 117.000 јединки.  Иако се углавном налази у југоисточној Европи, његов ареал је проширен и обухвата делове Балтика у североисточној Европи, у источној Европи (Пољска), јужној Европи, углавном у Италији (први пут примећен 1984. године),  са даљим виђењима у западној Европи (укључујући Француску, Немачку ); неколико других земаља у континенталној Европи је пријавило шакале као скитнице.   Једна од теорија, изнета како би се објаснило брзо ширење ове врсте од 1970-их и насељавање европских подручја у којима вероватно никада раније није била природно присутна, јесте да су популације сивог вука данас мање бројне него у прошлости. 

## Физички опис
Европска подврста, у складу са Бергмановим правилом, је највећа од златних шакала, са животињама оба пола које мере 120–125 цм (47–49 инча) укупне дужине и 10–13 кг (20–29 lb) телесне тежине. Забележено је да је једна одрасла мушка јединка у североисточној Италији достигла 14,9 кг (33 lb). Крзно је грубо и углавном је јарко обојено са црнкастим тоновима на леђима. Бутине, горњи део ногу, уши и чело су јарко црвенкасто-кестенасте боје. 
Шакали у северној Далмацији имају шире лобањe од просечних, за шта се сматра да је последица изолације од других популација изазване људским фактором, што је довело до настанка новог морфотипа.

## Исхрана
На Кавказу, шакали углавном лове зечеве, ситне глодаре, фазане, јаребице, патке, лиске и птице певачице. Раду једу гуштере, змије, жабе, рибу, мекушце и инсекте. Током зимског периода, убијају многе нутрије и птице мочварице. Током тих периода, шакали убијају више плена него што могу појести и скривају оно што им не треба. Шакали ће се хранити воћем, као што су крушке, глог, дрен и шишарке обичне мушмуле. 
Златни шакали обично нису толико штетни за стоку као вукови и црвене лисице, иако могу постати озбиљна сметња за малу стоку када су у великом броју. Највећи број штета на сточном фонду забележен је у јужној Бугарској: између 1982. и 1987. године евидентирано је 1.053 напада на ситну стоку, углавном овце и јагњад, као и извесна штета на младунцима јелена у ловиштима.
У Грчкој, глодари, инсекти, лешине и воће чине исхрану шакала. Међутим, ретко једу смеће, због великог броја паса луталица који им спречавају приступ местима са великом густином насељености.
Познато је да шакали у Турској једу јаја угрожене зелене морске корњаче.  У Мађарској, њихов најчешћи плен су обичне волухарица и шупље волухарица.  У Далмацији, сисари (већина парнопрстих копитара и лагоморфа ) чинили су 50,3% исхране златног шакала, семе воћа (по 14% обичне смокве и обичне винове лозе, док је 4,6% клека (Juniperus oxycedrus ) и поврће 34,1%, инсекти (16% ортоптера, 12% бубе и 3% диктиоптера ) 29,5%, птице и њихова јаја 24,8%, вештачка храна 24%, и гране, лишће и трава 24%.  Информације о исхрани шакала у североисточној Италији су оскудне, али је сигурно да лове мале срне и зечеве. 

## Распрострањеност
Тренутно европски ареал шакала углавном обухвата регион балкана, где је популација смањена у многим областима до 1960-их, са основним популацијама које се јављају у раштрканим регионима као што су Странџа, далматинско приморје, док је почетком деценије још увек био веома бројан и распрострањен у низијама копнене Грчке и на неким грчким острвима. Поново је колонизовао своје бивше територије у Бугарској током 1962. године, након законске заштите. Након тога, од 1980-их па надаље, проширио је свој ареал на запад у Србију, Словенију, Аустрију и Италију, па све до северозападне Румуније,  Мађарске и Словачке. 
Златни шакал је наведен као врста из Анекса V Директиве о стаништима ЕУ, и као такав може се ловити или убијати у Естонији, Грчкој и свим другим државама чланицама ЕУ, ако те државе то дозволе на основу својих закона, али популација мора бити праћена и извештај о њој подноси се Европској комисији на сваких шест година. 
У Турској, Румунији, северној обали Црног мора и региону Кавказа, статус шакала је био углавном непознат 2004. године. Било је индикација о ширењу популације у Румунији и северозападној обали Црног мора, као и извештаја о паду популације у Турској.

### Балканско полуострвои даље на исток
Међутим, популације шакала у Албанији су на ивици изумирања, са могућим појављивањем само у три низијска мочварна подручја дуж Јадранског мора.
У Босни и Херцеговини, шакали су били ретка врста. Од 1920. до 1999. године, забележено је само неколико запажања на југу земље. Међутим, почетком овог века, њихово значајно присуство на северу земље је очигледан пример ширења шакала на европском континенту. 
Бугарска има највећу популацију шакала у Европи, чији је ареал повећан за 33 пута од почетка 1960-их до средине 1980-их. Фактори који доприносе овом повећању укључују замену природних шума густим жбуњем, повећање броја животињских лешева са државних фарми дивљачи, смањење популације вукова и напуштање кампања тровања. Почетком 1990-их, процењено је да је у Бугарској живело до 5.000 шакала. Популација се повећала 1994. године и чини се да се стабилизовала.
У Хрватској је истраживање из 2007. године пријавило 19 чопора шакала у северозападном делу Равних Котара и два на острву Вир . 
У Грчкој је златни шакал, барем локално, био једна од најчешћих дивљих сисара, како наводе различити извори, током 18. и 19. века, као и у 20. веку до 1960-их година. Затим, у истом периоду када је опоравак почео у оближњој Бугарској, грчка популација је опала због интензивних кампања отрова; од 2000. године, златни шакали су били најређи од три постојећа дивља канида тамо, неставши са неких острва попут Крфа, Лефкаде и Еубеје и великих делова централне Грчке, западне Грчке и, будући ограничени на одвојене, изоловане популационе кластере на Пелопонезу, Фокиди, острву Самос, Халкидикију и североисточној Грчкој. Од око 2010. године, врста се опоравила и поново појавила на већем делу свог првобитног распрострањености, чак и на местима где раније није била позната. Иако је наведена као „ рањива “ у Црвеној књизи података за грчке кичмењаке, врста није званично проглашена ни врстом дивљачи нити заштићеном. 
Популације шакала у Србији су у порасту од краја 1970-их, и јављају се углавном у североисточној Србији и доњем Срему. Шакали су посебно чести у близини Неготина и Беле Паланке (близу границе са Бугарском), где је током 1990-их одстрељено око 500 примерака. У последње време због ширења дивљих депонија примећен је пораст популације у близини насељених места. У Србији се шакал сматра штеточином те за њега не постоји ловостај.

### Централна Европа
Златни шакали су наведени као заштићена врста у Словенији, где су први пут примећени 1952. године и тамо су успоставили сталне територије.  Године 2005, вероватно лутајућа женка је случајно упуцана у близини Горњег Града у Горњој Савињској долини, у северној Словенији.  Године 2009, две територијалне групе златних шакала су забележене у подручју Љубљанског мочварног подручја, у централној Словенији. Чини се да се врста наставља ширити ка централној Европи. 
Постоје записи о присуству златних шакала око Женеве у Швајцарској од 2011. године; фото-замка је фотографисала једног 2018. године. Године 2019, власти Републике и кантона Женева објавиле су први видео снимак једног у Швајцарској.  
У Мађарској су златни шакали нестали 1950-их година због лова и уништавања станишта, да би се вратили крајем 1970-их. Први парови који се гнезде откривени су близу јужне границе у Трансданубији, тада између реке Дунав и Тисе.  Број златних шакала се од тада значајно повећавао из године у годину, а неке процене указују да их сада има више него црвених лисица. Виђење шакала близу аустријске границе лета 2007. године указује на то да су се проширили по целој земљи.  
Већ неколико деценија се више пута виђају шакали у источној Аустрији . Прва репродукција је забележена 2007. године у националном парку Нојзидлер Зе – Зевинкел. Од тада је виђен у западним и јужним деловима земље, у Јужном Тиролу, Горњој Аустрији, Корушкој и Штајерској. Године 2019. први пут је примећен у источном Тиролу. 
Присуство ових животиња у Немачкој потврђено је од самог краја 1990-их. Од 2019. године, виђене су готово широм земље. Сматра се да раније нису биле историјски присутне у Немачкој, а према речима стручњака, топло зимско време може допринети њиховом ширењу на нове територије. Првенствено су примећене у парковима природе.  Упркос дугом присуству у земљи, није познато да ли су шакали формирали територије, чопор или се камоли размножавали у Немачкој. Најближи познати чопори су у Чешкој Републици и Аустрији, и сасвим је могуће да лутајуће животиње лутају стотинама километара. 
Мртва одрасла јединка пронађена је 19. марта 2006. близу пута у близини Подолија (округ Ухерске Храдиште) у Чешкој Републици 
Присуство ове врсте у Пољској потврђено је 2015. године, након обдукције мужјака страдалог у саобраћају на северозападу земље и снимака две живе јединке добијених помоћу камера-замки на истоку. 

### Јужна Европа
У Италији, врста се налази у дивљини у Фурланији-Јулијској крајини, Венету и Трентину-Јулијској крајини/Јужном Тиролу . У високом јадранском залеђу, њену распрострањеност су недавно ажурирали Лапини и др. (2009).  Године 1984. Canis aureus је стигао до покрајине Белуно; 1985. године, чопор се размножио у близини Удина (ова група је елиминисана 1987. године); шакал убијен на путу је пронађен у Венету 1992. године, а њихово присуство је потом потврђено у покрајини Горица и у залеђу Тршћанског залива. У овим случајевима, примерци су обично били лутајући мужјаци, иако је породична група откривена у Агордину 1994. године.  Млада угинула женка пронађена је 10. децембра 2009. године у Карнији, што указује да се ареал ове врсте наставио ширити. Поред тога, крајем лета 2009. године присуство врсте је забележено и у Трентину-Алто Адиђе/Јужном Тиролу, где је вероватно стигла до Пустерске долине. 
Популације златног шакала у Италији концентрисане су у североисточном делу земље, али животиње су спорадично виђене јужно од реке По. Један примерак је снимљен у покрајини Модена 2017. године, али није идентификована локална репродукција. Још један примерак је примећен 2020. године у близини Парме. У јануару 2021. године, истраживање је забележило присуство прве познате групе за размножавање јужно од реке По.  Италијанска филијала WWF-а процењује да је број шакала у Италији можда потцењен. Златни шакал је заштићена животиња у Италији.
Златни шакал је фотографисан 2024. године у Сарагоси (Шпанија), близу реке Ебро. Животиња убијена на путу је претходно пронађена у Алави 2023. године. 

### Западна Европа
У Холандији је присуство једне јединке потврђено помоћу фото-замке у Велувеу 2016. године.  Докази о присуству врсте у овом подручју поново су добијени помоћу фото-замке 2017. године. Откривено је да је посматрање из 2018. године био маркетиншки трик.  Следеће посматрање је из 2019. године помоћу фото-замке у Дрентеу.  Сматра се да је шакал у овој земљи неофит : није познато да је икада насељавао ово подручје. У једној магистарској тези израчунат је могући максимални капацитет ношења од 5.000 животиња у Холандији. Још један еколог, Глен Леливелд, приметио је да би растућа популација вукова у Холандији још увек могла имати непредвидиве последице. Напоменуо је да би могли пронаћи више мочварних подручја за живот или бити потиснути из већих паркова за дивљач у пољопривреднија подручја. Леливелд је нагласио да је врста званично и даље лутајућа у земљи. Да би доказао да ли се врста населила у земљи, користио је микрофоне и људске извештаје да би пронашао звуке завијања животиња, а затим би јурио на локацију са мегафоном који је пуштао снимке завијања шакала. Ако су се животиње заиста населиле у неком подручју, оне би завијале на снимке како би обележиле своју територију; међутим, од 2019. године се то никада није догодило. Присуство животиње се показало много мање сензационалним од повратка вука. 
Златни шакал је фотографисан крајем 2017. године у Горњој Савоји, на југоистоку Француске.  Крајем 2023. године, тело младе женке откривено је поред пута у Енсуес-ла-Редону, 20 км западно од Марсеја. Обдукцијом је утврђено да је рођена 2022. године. Верује се да је овај примерак рођен локално, јер је најближа популација златних шакала за размножавање удаљена 500 км у североисточној Италији, што је предалеко да би младунче шакала могло да путује одатле. Иако су усамљени шакали раније откривени у Горњој Савоји, Де Севру, Буш-ди-Рони, Есону, Приморским Алпима и Финистеру на основу знакова као што су трагови, длаке и видео снимци, утврђено је да су сви усамљени примерци и највероватније мужјаци. 

### Северна Европа и Балтички регион
У Данској је леш златног шакала убијеног на путу откривен у септембру 2015. године у близини Карупа у Централном Јитланду.  У августу 2016. године, живи златни шакал је примећен и фотографисан у Лил Вилдмосеу. 
Почетком 21. века, потврђена је изолована популација у западној Естонији, много северније од њиховог раније познатог ареала. Да ли су били уведена популација или су дошли природном миграцијом, није било познато. Одбор за заштиту животне средине Естоније класификовао ју је као уведену врсту, те је стога потенцијално подложна кампањама истребљења.  Међутим, студије су потврдиле да су животиње природно стигле у Естонију са Кавказа преко Украјине, што неки људи сматрају да их не треба сматрати уведеним врстама. Сада се третирају равноправно са другим ловљеним животињама у Естонији.  Број шакала је брзо порастао у приобалним подручјима Естоније. Године 2016, шакали су убили преко 100 оваца у Естонији, а током сезоне лова зими 2016/2017, убијено је 32 шакала. Због брзог раста популације шакала 2017. године, њихова сезона лова је продужена за два месеца за следећу годину, до шест месеци годишње. 
У Финској је први верификовани запис о златном шакалу направљен у близини Кајанија у августу 2018. године. Током периода 2018–2022, златни шакали су забележени на укупно шест локалитета, у распону од јужних, централних и северних региона земље. 
У јулу 2020. године, фото-замка је потврдила присуство златног шакала из Лакселва у Финмарку, Норвешка, што представља најсеверније појављивање златних шакала до сада. Сматра се да је примерак мигрирао из Финске. 

## Порекло и присуство у европској традицији
Иако су присутни у Европи, шакали се често не појављују у европском фолклору или књижевности. У бившим грчким говорним и писаним деловима њиховог распрострањености на источној медитеранској обали помињани су под грчким именом thos / θως све до доласка Османлија и употребе имена tsakali / τσακάλι (од турског çakal). У поређењима у Илијади (датираној око 8. века пре нове ере) описани су као жућкасто-смеђе боје, који се окупљају да би вребали животиње које су ловци повредили. Када повређена животиња падне, шакали је прождиру док се не појави неки лав и не украде им плен. Старогрчки филозоф Аристотел је у 4. веку пре нове ере написао да шакали избегавају лавове и псе, али су пријатељски настројени према људима, не плашећи их се. Такође је навео да су им унутрашњи делови тела идентични онима код вука и да мењају изглед од лета до зиме. Хесихије Александријски (5-6. век нове ере) написао је да је шакал звер слична вуку. Теодосије Граматичар (8. век нове ере) је написао да је θως врста звери и да се окретне/брзе особе стога називају θοοί/thoi. Са изузетком Грчке где се сматрао једним од најчешћих сисара, будући да је био ретка и неухватљива животиња, шакал се историјски често сматрао уведеном животињом ако би се виђао негде другде. Раније се веровало да је популација у Далмацији независна врста Canis dalmatinus. Међу становницима острва Корчула било је широко распрострањено веровање да је афричке шакале на острво увела Млетачка Република како би нанела штету Дубровничкој Републици. Када се мужјак шакала појавио на Премуди 1929. године, острвљани су веровали да је доведен на острво „из чисте злобе“. Иако је ова популација у почетку била синоним за оно што се некада сматрало северноафричким златним шакалом (сада препознатим као афрички златни вук ), ово порекло далматинских шакала се касније показало мало вероватним, јер њихове лобање имају мање сличности са очњацима из Северне Африке и Етиопије, него са лобањама шакала из суседне Босне или Анадолије.  Сер Вилијам Џардин је сматрао да су шакали први пут доспели у Европу путем муслиманских освајања. Међутим, фосилни записи указују на то да је златни шакал вероватно колонизовао европски континент из Азије током горњег холоцена  или касног плеистоцена. 
Године 2015, током покушаја да се разуме генетски идентитет брзо растућих популација шакала у Европи, међународни тим истраживача испитивао је 15 микросателитских маркера и фрагмент од 406 базних парова контролног региона мтДНК из узорака ткива 97 примерака широм Европе и Мале Азије. Резултати су показали да шакали из Европе имају много мању хаплотипску разноликост од оних у Израелу (где су се помешали са псима, сивим вуковима и афричким вуковима) и да углавном потичу од популација које потичу са Кавказа. Највиши ниво хаплотипске разноликости пронађен је код пелопонеских шакала, који могу представљати још једну реликтну популацију оригиналних европских златних шакала пре њиховог истребљења на другим местима. Посебна пажња посвећена је генетици балтичких шакала, јер све балтичке државе класификују животињу као уведену врсту и предмет су лова. Утврђено је да шакали у Естонији потичу из југоисточне европске популације, док су они у Литванији кавкаског порекла; Закључено је да је због овога хипотеза о вештачком уношењу мало вероватна и да је њихово присуство у обе државе у складу са природним ширењем ка северу и популација југоисточне и источне Европе. 
Истраживања спроведена у залеђу високог Јадрана показују да су сви људи са непосредним искуством са шакалима (ловци, чувари дивљачи и локално становништво) редовно погрешно сматрали црвене лисице погођене саркоптичном шугом (или у проблематичном стању митарења) златним шакалима. Међутим, виђење правог златног шакала увек се називало вуком или малим вуком. Ово је потврђено и фото-замкама и проучавањем трагова, што потврђује претходна запажања о овом питању. Ова погрешна и контроверзна перцепција златног шакала може бити последица чињенице да његово присуство још увек није традиционално, ни у италијанској и словеначкој људској култури, нити у ловачким и чуварским традицијама.  Још једна потешкоћа за трагаче је то што, за разлику од вука, који врши нужду усред стаза, златни шакали остављају свој измет испод грмља. 

## Спољни линкови
- Неформална студијска група Златни шакал у Европи (GOJAGE) Архивирано 28 септембар 2015 на сајту
- Пројекат Златни шакал у Аустрији